# Innsbrucker Platz
L'Innsbrucker Platz è una piazza di Berlino, fra i quartieri di Schöneberg e Friedenau.
La piazza si trova all'incrocio della Hauptstraße (Bundesstraße 1 per Potsdam) con la Ringbahn ("ferrovia circolare"), percorsa dalle linee S41, S42 e S46 della S-Bahn. 
In corrispondenza della piazza si trova l'omonima stazione. Sotto la piazza vi è la stazione capolinea della linea U4 della metropolitana. 
Dagli anni settanta, inoltre, si trova al di sotto della piazza anche una fermata, mai ultimata, di quella che era stata progettata come la linea U10 della metropolitana.
Parallelamente alla Ringbahn corre anche l'autostrada urbana A 100 (che attraversa la piazza in galleria). Nei pressi vi è l'uscita n° 17.